# So Much for the City
Albums de The Thrills
Let's Bottle Bohemia
(2004)
 So Much for the City est le premier album du groupe de rock irlandais The Thrills, sorti en 2003.

## Titres
Toutes les chansons sont écrites et composées par Conor Daisy et The Thrills, sauf indication contraire.
| No  | Titre                           | Auteur                                          | Durée |
| --- | ------------------------------- | ----------------------------------------------- | ----- |
| 1.  | Santa Cruz (You're Not That Far |                                                 | 4:13  |
| 2.  | Big Sur                         | Carrigan, Cullivan, Deasy, Horan, McMahon, Ryan | 3:07  |
| 3.  | Don't Steal Our Sun             |                                                 | 2:50  |
| 4.  | Deckchairs and Cigarettes       |                                                 | 4:58  |
| 5.  | One Horse Town                  |                                                 | 3:15  |
| 6.  | Old Friends, New Lovers         |                                                 | 4:01  |
| 7.  | Say It Ain't So                 | Deasy, Horan, Thrills                           | 2:44  |
| 8.  | Hollywood Kids                  |                                                 | 5:33  |
| 9.  | Just Travelling Through         |                                                 | 3:21  |
| 10. | Your Love Is Like Las Vegas     |                                                 | 2:23  |
| 11. | 'Til the Tide Creeps In / Plans |                                                 | 10:06 |

## Musiciens
The Thrills
- Conor Deasy : guitare, harmonica, chant
- Daniel Ryan : banjo, basse, guitare, chant
- Padraic McMahon : basse, guitare, harmonica, chant
- Kevin Horan : orgue, piano, synthétiseur, chant
- Ben Carrigan : batterie, percussions

Autres musiciens
- Charlie Bisharat : violon
- David Campbell : violon, arrangements
- Larry Corbett : cello
- Joel Derouin : violon
- Berj Garabedian : violon
- John Hayhurst : viole
- Suzie Katayama : violon
- Nicholas Lane : cor d'harmonie
- Steve Madaio : cor d'harmonie
- Jay Dee Maness : pedal steel
- Sara Perkins : vilon
- David Woodford : cor d'harmonie